# Station Bussac
Station Bussac is een spoorwegstation in de gemeente Bussac-Forêt in het Franse departement Charente-Maritime aan de lijn Chartres - Bordeaux-Saint-Jean en wordt bediend door treinen van TER Nouvelle-Aquitaine.